# جورجا اسمیت
جورجا اسمیت (انگلیسی: Jorja Smith؛ زادهٔ ۱۱ ژوئن ۱۹۹۷) خواننده-ترانه‌پرداز اهل بریتانیا است. وی از سال ۲۰۱۱ میلادی تاکنون مشغول فعالیت بوده‌است.